# Мак, Алан (политик)
Алан Мак (англ. Alan Mak; род. 19 ноября 1983, Лидс, Уэст-Йоркшир) — британский политический и государственный деятель, член Консервативной партии.

## Биография
Сын китайских иммигрантов из Гонконга, владел рестораном еды на вынос.
В 2015 году впервые избран в Палату общин от округа Хэвент в Гэмпшире.
21 апреля 2021 года назначен парламентским организатором правительства в качестве лорда-комиссара Казначейства, с 8 июля по 8 сентября 2022 года являлся секретарём Казначейства. С 26 марта по 5 июля 2024 года — парламентский помощник одновременно министра предпринимательства и торговли и аппарата правительства.
26 марта 2024 года назначен парламентским помощником аппарата правительства, а также Министерства предпринимательства и торговли (отвечал за вопросы промышленности).
4 июля 2024 года состоялись досрочные парламентские выборы, которые принесли консерваторам тяжелейшее поражение.
Назначен теневым экономическим секретарём Казначейства в теневом кабинете Риши Сунака без права участия в его заседаниях.
2 ноября 2024 года Кеми Баденок победила на выборах нового лидера партии и 5 ноября сформировала свой теневой кабинет, в котором Алан Мак назначен теневым министром науки, инновации и технологии.
22 июля 2025 года исключён из состава теневого кабинета в ходе серии кадровых перестановок.